# Азербайджанцы в Туркменистане
Азербайджанцы в Туркменистане (азерб. Türkmənistandakı azərbaycanlılar, туркм. Türkmenistanyň azerbaýjanlylary) — этническое меньшинство на территории Туркменистана. Ввиду отсутствия официальной информации относительно населения Туркменистана и изоляции страны от внешнего мира подсчитать число этнических азербайджанцев в Туркменистане не предоставляется возможным, однако по оценкам их насчитывается около 54 тыс. человек.

## Численность
Азербайджанцы преимущественно проживают в прибрежном Туркменбаши, столице Ашхабаде и Балканабаде. 
В 1926 году по результатам переписи населения насчитывалось 4200 азербайджанцев, а пик пришёлся на 1989 год, когда численность народа составило 33000 человек.
С приобретением Туркменистана независимости начался отток азербайджанцев и остальных нетуркмен, связанный с распадом СССР, последующей тяжёлой экономической ситуацией в стране и репатриацией на историческую родину.
| 1926  | %   | 1939  | %   | 1959   | %   | 1970   | %   | 1979   | %   | 1989   | %   | 1995   | %   | 2010   | %   |
| ----- | --- | ----- | --- | ------ | --- | ------ | --- | ------ | --- | ------ | --- | ------ | --- | ------ | --- |
| 4,229 | 0.4 | 7,442 | 0.6 | 12,868 | 0.8 | 16,775 | 0.8 | 23,548 | 0.9 | 33,365 | 0.9 | 36,586 | 0,8 | 52,000 | 0,9 |

## Положение
Политика туркменизации привела к смещению с должностей различных сфер представителей не титульных этносов, в т. ч. и азербайджанцев.
В период обострения азербайджано-туркменских отношений азербайджанцы начали эмигрировать из Туркменистана из-за давления местных спецслужб.

## Известные уроженцы
- Абуталыбов, Гаджибала Ибрагим оглы (род. 1944) — азербайджанский политический деятель, мэр Баку с 2001 по 2018 годы.
- Гулиев, Ролан Мурадхан оглы (род. 1987) — азербайджанский и туркменский кикбоксёр.
- Хабиби, Натаван (род. 1981) — азербайджанская певица.
- Гусейнов, Эльнур (род. 1987) — азербайджанский певец, представлявший Азербайджан на Евровидении-2008.
- Мусаев, Фахраддин Муса оглы (1957—1992) — азербайджанский лётчик, старший лейтенант и участник Первой карабахской войны. Посмертно награждён званием Национального героя Азербайджана.
- Таирова, Таира Акпер кызы (1913—1991) — советский политический деятель, министр иностранных дел Азербайджанской ССР с 1959 по 1983 годы.
- Ибрагимов, Аждар Муталлим оглы (1919—1993) — советский кинорежиссёр, актёр, сценарист, педагог, литератор. Народный артист СССР и Азербайджанской ССР.
- Багиров, Тахир Аминага оглы (1957—1992) — сержант и участник Первой карабахской войны. Национальный Герой Азербайджана.
- Азизбеков, Шамиль Абдулрагим оглы (1906—1976) — азербайджанский советский геолог, академик и вице-президент Академии наук Азербайджанской ССР, доктор геолого-минералогических наук, Заслуженный деятель науки Азербайджанской ССР.